# God Shave the Queen
God Shave the Queen – siódmy album zespołu Koniec Świata, wydany w 2016 roku, nakładem wydawnictwa Lou & Rocked Boys.

## Lista utworów
źródło:.
1. „Jedna ręka nie klaszcze”
2. „Kury”
3. „Kotylion”
4. „Lovesick”
5. „Balanga”
6. „Carmen”
7. „Oligarchy”
8. „Mikorason”
9. „God Shave the Queen”
10. „Norweski”
11. „Czarny Port”
12. „Anioł i diabeł”

## Twórcy
źródło:.
- Jacek Stęszewski – śpiew, gitara, słowa
- Jacek Czepułkowski – gitara, chórek
- Szymon Cirbus – trąbka, klawisz
- Marek Mrzyczek – bas
- Michał Sobczyk – perkusja, chórek

Gościnnie na płycie
- Konstanty Janiak – puzon
- Dawid Główczewski – sax
- Władysław Kołodziejczyk – skrzypce, mandolina